# A Choldra
A Choldra foi um semanário republicano de combate e de crítica à vida nacional. Dirigido por Eduardo de Sousa, foi publicado em Lisboa durante apenas um ano (21 números), em 1926. No primeiro editorial autoproclama-se como “jornal de combate”, propósito que se manterá até à sua extinção com o golpe militar de 28 de Maio de 1926. Algumas assinaturas presentes na publicação são as de Magalhães Lima (no 2.º número), José Domingues dos Santos, Repórter X, entre outros.
"A Choldra representa a leitura de um ano de enorme e brutal fractura no tecido político português. O seu último número — de 19 de junho de 1926 —, traduz não já a revolta militante e libertária que os seus textos percorreram, mas um grito de alerta em desespero de causa. Como muitas outras vozes, foi calada pelo golpe militar de 28 de Maio de 1926".